# Глибокопотіцька сільська рада
| Глибокопотіцька сільська рада — колишній орган місцевого самоврядування у Тячівському районі Закарпатської області з адміністративним центром у с. Глибокий Потік. Сільській раді були підпорядковані населені пункти: - с. Глибокий Потік |

## Склад ради
Рада складалася з 30 депутатів та голови.

## Керівний склад сільської ради
| ПІБ                    | Основні відомості                                                 | Дата обрання | Дата звільнення |
| ---------------------- | ----------------------------------------------------------------- | ------------ | --------------- |
| Буга Василь Васильович | Сільський голова, 1969 року народження, освіта, безпартійний      | 26.03.2006   | 31.10.2010      |
| Буга Василь Васильович | Сільський голова, 1969 року народження, освіта вища, безпартійний | 31.10.2010   | 20.02.2013      |

Примітка: таблиця складена за даними джерела